# Limita
Limita (Lemita), jedna od ranih bandi Apača koja je do dolaska Komanča lutala predjelima istočnog Novog Meksika i susjednog zapadnog Teksasa, napose južno od rijeke Canadian. Limita Indijanci bili su jedna od mnogih bandi Lipana identični ili pobliže povezanih s Trementina Indijancima. O porijeklu njihovog imena nije ništa poznato, a spekulira se da ga nose po imenu poglavice. Španjolski dokumenti opisuju ih kao ratoborno pleme koje je često napadalo na pueble i gradove Novog Meksika kao što su Pecosi i Picurisi, kradući stoku i odvodeći žene i djecu u zarobljeništvo. Među Španjolskim vojnim zapovjednicima, kao što su Juan de Ulibarri, koji je putovao među njih, imali su reputaciju 'velikih lopova'. Upadom Komanča na područje Llano Estacada, Limite su se povukli prema jugozapadu, gdje su se postupno pomiješali s Mescalero Apačima.

## Vanjske poveznice
- Limita Indians